# Basil Gordon
Basil Gordon (23 de dezembro de 1931 — 12 de janeiro de 2012) foi um matemático estadunidense, especialista em teoria dos números e combinatória.
Doutorado no Instituto de Tecnologia da Califórnia, orientado por Tom Mike Apostol. Ken Ono foi um de seus alunos. Foi professor da Universidade da Califórnia em Los Angeles. Gordon é conhecido pela Identidade de Göllnitz Gordon, generalizando a Identidade de Rogers Ramanujan.
É descendente da família britânica de destiladores Gordon, produtores do Gordon's gin.